# Szlak przez Wielecki Staw

Szlak przez Wielecki Staw – czarny znakowany szlak turystyczny, w województwie zachodniopomorskim, na południowo-wschodnim pograniczu Szczecina i gminy Stare Czarnowo.
Krótki spacerowy szlak łącznikowy, o długości 6,0 km, na północno-wschodnim skraju Szczecińskiego Parku Krajobrazowego „Puszcza Bukowa”. Szlak w dolinie Płoni, obchodzi Wielecki Staw, leżący w systemie sztucznych zbiorników na dawnym terenie cystersów z Kołbacza.

## Przebieg szlaku
Kilometraż podano dla obu kierunków marszu:
- 0,0 km – 6,0 km - Szczecin-Śmierdnica (pętla autobusowa), ul. Pyrzycka - ul. Zadumana:
  -   Szlak im. Stanisława Grońskiego – odchodzi
  -   Szlak Buczynowych Wąwozów – odchodzi
- 1,7 km – 4,3 km - Szczecin-Sosnówko, ul. Dobropole (pomnikowa daglezja zielona)
- 3,6 km – 2,4 km - Wielecki Staw – południowo-wschodni brzeg
- 4,4 km – 1,6 km - przejście na drugą stronę drogi krajowej nr 3
- 5,7 km – 0,3 km - Szczecin-Jezierzyce (pętla autobusowa), ul. Mostowa - ul. Topolowa
  -   Szlak im. Stanisława Grońskiego
- 6,0 km – 0,0 km - Szczecin-Jezierzyce, ul. Relaksowa
  -  Szlak im. Stanisława Grońskiego – odchodzi

Przebieg szlaku zweryfikowany według danych z roku 2007.